# Afrikanska klubbmästerskapen i volleyboll för damer
Afrikanska klubbmästerskapet i volleyboll för damer (engelska: Women's African Club Championship) är en klubblagsturnering för lag från Confédération Africaine de Volleyballs medlemsförbund. Tävlingen har genomförts sedan 1986, med uppehåll i mitten av 1990-talet. Al Ahly SC är det mest framgångsrika laget med tio segrar.

## Resultat
| År                   | Värd                               |                                    | Final                              | Final                              | Final                              |                                    | Match om tredjepris                | Match om tredjepris                | Match om tredjepris                |                                    | Lag                                |            |
| År                   | Värd                               | Mästare                            | Matchresultat                      | Runners-up                         | Trea                               | Matchresultat                      | Fyra                               |                                    |                                    |                                    | Lag                                |            |
| -------------------- | ---------------------------------- | ---------------------------------- | ---------------------------------- | ---------------------------------- | ---------------------------------- | ---------------------------------- | ---------------------------------- | ---------------------------------- | ---------------------------------- | ---------------------------------- | ---------------------------------- | ---------- |
| 1986 Mer information | Tunis                              | Club Africain                      | 3 – 0                              | ASFAR                              | Al Ahly SC                         | –                                  | MP Alger                           |                                    |                                    |                                    |                                    |            |
| 1987 Mer information | Cairo                              | Club Africain                      | –                                  | Al Ahly SC                         | MP Alger                           | –                                  | Al Shams                           |                                    |                                    |                                    |                                    |            |
| 1988 Mer information | Alger                              | Club Africain                      | –                                  | Al Ahly SC                         | MP Alger                           | –                                  | Zitouna Sports                     |                                    |                                    |                                    |                                    |            |
| 1989 Mer information | Tunis                              | Club Africain                      | 3 – 2                              | Al Ahly SC                         | Al Hilal                           | 3 – 2                              | MC Alger                           |                                    |                                    |                                    |                                    |            |
| 1990 Mer information | ·                                  | Al Ahly SC                         | –                                  | ·                                  | ·                                  | –                                  | ·                                  |                                    |                                    |                                    |                                    |            |
| 1991 Mer information | Nairobi                            | Posta Kenya                        | –                                  | Al Ahly SC                         | MC Alger                           | –                                  | ·                                  |                                    |                                    |                                    |                                    |            |
| 1992 Mer information | ·                                  | Posta Kenya                        | –                                  | ·                                  | ·                                  | –                                  | ·                                  |                                    |                                    |                                    |                                    |            |
| 1993                 | Hölls inte                         | Hölls inte                         | Hölls inte                         | Hölls inte                         | Hölls inte                         | Hölls inte                         | Hölls inte                         | Hölls inte                         | Hölls inte                         | Hölls inte                         | Hölls inte                         | Hölls inte |
| 1994                 | Hölls inte                         | Hölls inte                         | Hölls inte                         | Hölls inte                         | Hölls inte                         | Hölls inte                         | Hölls inte                         | Hölls inte                         | Hölls inte                         | Hölls inte                         | Hölls inte                         | Hölls inte |
| 1995 Mer information | Nairobi                            | Kenya Pipeline                     |                                    | Al Ahly SC                         | Commercial Bank                    |                                    |                                    |                                    |                                    |                                    |                                    |            |
| 1996                 | Hölls inte                         | Hölls inte                         | Hölls inte                         | Hölls inte                         | Hölls inte                         | Hölls inte                         | Hölls inte                         | Hölls inte                         | Hölls inte                         | Hölls inte                         | Hölls inte                         | Hölls inte |
| 1997 Mer information | Béjaïa                             | ASW Béjaïa                         | –                                  | Al Ahly SC                         | ·                                  | –                                  | MC Alger                           |                                    |                                    |                                    |                                    |            |
| 1998 Mer information | Nairobi                            | Kenya Pipeline                     | –                                  | Al Ahly SC                         | Commercial Bank                    | –                                  | ·                                  |                                    |                                    |                                    |                                    |            |
| 1999 Mer information | ·                                  | Al Ahly SC                         | –                                  | Kenya Pipeline                     | ·                                  | –                                  | ·                                  |                                    |                                    |                                    |                                    |            |
| 2000 Mer information | Egypten                            | Al Ahly SC                         | –                                  | Kenya Pipeline                     | ·                                  | –                                  | ·                                  |                                    |                                    |                                    |                                    |            |
| 2001 Mer information | Tlemcen                            | Kenya Pipeline                     | gruppspel                          | Al Ahly SC                         | Telkom Kenya                       | gruppspel                          | AES Sonel                          |                                    |                                    |                                    |                                    |            |
| 2002 Mer information | Dakar                              | Kenya Pipeline                     | gruppspel                          | MC Alger                           | Cascade                            | gruppspel                          | Sococim VBC                        |                                    |                                    |                                    |                                    |            |
| 2003 Mer information | Cairo                              | Al Ahly SC                         | gruppspel                          | Kenya Pipeline                     | AES Sonel                          | gruppspel                          | INJS Volley                        |                                    |                                    |                                    |                                    |            |
| 2004 Mer information | Dakar                              | Kenya Pipeline                     | 3 – 0                              | NC de Béjaïa                       | Al Ahly SC                         | 3 – 0                              | Inter Club Brazzaville             |                                    |                                    |                                    |                                    |            |
| 2005 Mer information | Nairobi                            | Kenya Pipeline                     | 3 – 0                              | Al Ahly SC                         | Commercial Bank                    | 3 – 0                              | Telkom Kenya                       |                                    |                                    |                                    |                                    |            |
| 2006 Mer information | Vacoas                             | Commercial Bank                    | 3 – 2                              | Al Ahly SC                         | Kenya Pipeline                     | 3 – 0                              | Mafolofolo VBC                     |                                    |                                    |                                    |                                    |            |
| 2007 Mer information | Cairo                              | Al Ahly SC                         | 3 – 1                              | Kenya Pipeline                     | Commercial Bank                    | 3 – 0                              | Al Shams                           |                                    |                                    |                                    |                                    |            |
| 2008 Mer information | Cairo                              | Kenya Prisons                      | 3 – 0                              | MC Alger                           | Commercial Bank                    | 3 – 1                              | Al Ahly SC                         |                                    |                                    |                                    |                                    |            |
| 2009 Mer information | Nairobi                            | Al Ahly SC                         | 3 – 1                              | Commercial Bank                    | NC de Béjaïa                       | 3 – 1                              | INJS Volley                        |                                    |                                    |                                    |                                    |            |
| 2010 Mer information | Vacoas                             | Kenya Prisons                      | 3 – 1                              | Kenya Pipeline                     | Commercial Bank                    | 3 – 1                              | Bafia Evolution                    | 15                                 |                                    |                                    |                                    |            |
| 2011 Mer information | Nairobi                            | Kenya Prisons                      | 3 – 0                              | Kenya Pipeline                     | Al Ahly SC                         | 3 – 1                              | INJS Volley                        | 15                                 |                                    |                                    |                                    |            |
| 2012 Mer information | Nairobi                            | Kenya Prisons                      | 3 – 0                              | Kenya Pipeline                     | NJ de Chlef                        | 3 – 0                              | FAP Yaoundé                        | 18                                 |                                    |                                    |                                    |            |
| 2013 Mer information | Antananarivo                       | Kenya Prisons                      | 3 – 2                              | GSP Alger                          | Al Ahly SC                         | 3 – 0                              | MB Béjaïa                          | 15                                 |                                    |                                    |                                    |            |
| 2014 Mer information | Tunis                              | GSP Alger                          | 3 – 0                              | Kenya Prisons                      | Kenya Pipeline                     | 3 – 1                              | CF de Carthage                     | 16                                 |                                    |                                    |                                    |            |
| 2015 Mer information | Cairo                              | Al Ahly SC                         | 3 – 1                              | Kenya Pipeline                     | CF de Carthage                     | 3 – 2                              | Al Shams                           | 13                                 |                                    |                                    |                                    |            |
| 2016 Mer information | Karthago                           | Al Ahly SC                         | 3 – 2                              | CF de Carthage                     | Kenya Pipeline                     | 3 – 1                              | Rwanda Revenue Authority           | 17                                 |                                    |                                    |                                    |            |
| 2017 Mer information | Monastir                           | CF de Carthage                     | 3 – 2                              | Al Shams                           | Kenya Prisons                      | 3 – 2                              | Al Ahly SC                         | 17                                 |                                    |                                    |                                    |            |
| 2018 Mer information | Cairo                              | Al Ahly SC                         | 3 – 0                              | CF de Carthage                     | Kenya Pipeline                     | 3 – 2                              | Kenya Prisons                      | 19                                 |                                    |                                    |                                    |            |
| 2019 Mer information | Cairo                              | Al Ahly SC                         | 3 – 1                              | CF de Carthage                     | Kenya Pipeline                     | 3 – 0                              | GSP Alger                          | 17                                 |                                    |                                    |                                    |            |
| 2020 Mer information | Ej spelad p.g.a. COVID-19-pandemin | Ej spelad p.g.a. COVID-19-pandemin | Ej spelad p.g.a. COVID-19-pandemin | Ej spelad p.g.a. COVID-19-pandemin | Ej spelad p.g.a. COVID-19-pandemin | Ej spelad p.g.a. COVID-19-pandemin | Ej spelad p.g.a. COVID-19-pandemin | Ej spelad p.g.a. COVID-19-pandemin | Ej spelad p.g.a. COVID-19-pandemin | Ej spelad p.g.a. COVID-19-pandemin | Ej spelad p.g.a. COVID-19-pandemin |            |
| 2021 Mer information | Kelibia                            | CF de Carthage                     | 3 – 0                              | CS Sfaxien                         | Kenya Prisons                      | 3 – 0                              | Nigeria Customs Service            | 11                                 |                                    |                                    |                                    |            |
| 2022 Mer information | Kelibia El Haouaria                | Commercial Bank                    | 3 – 1                              | Al Ahly SC                         | Kenya Pipeline                     | 3 – 2                              | CF de Carthage                     | 16                                 |                                    |                                    |                                    |            |
| 2023 Mer information | Nabeul Grombalia                   | Zamalek SC                         | 3 – 1                              | Kenya Pipeline                     | CF de Carthage                     | 3 – 0                              | GSP Alger                          | 16                                 |                                    |                                    |                                    |            |
| 2024 Mer information | Kairo                              | Zamalek SC                         | 3 – 2                              | Al Ahly SC                         | Kenya Pipeline                     | 3 – 1                              | Commercial Bank                    | 15                                 |                                    |                                    |                                    |            |

Källa: CAVB